# Old Fashioned
〈Old Fashioned〉是一首香港原創歌曲，由WE5作曲、許弘毅填詞、T-Ma編曲及監製、黎明及張敬軒主唱，國語版〈乾杯〉由周耀輝填詞，兩個版本同時於2021年8月10日由唱片公司Amusic在各音樂平台首次發行。

## 背景及製作
歌曲〈Old Fashioned〉是黎明與張敬軒首次合唱的作品，二人相識於2016年，初時甚少見面和交往，直到2021年，張敬軒接到公司的演唱會部主管通知這次合作的消息，並應邀在香港海洋公園酒店的一家餐廳與黎明及其團隊見面，黎明在會面時為各人點了一杯古典雞尾酒（Old Fashioned），他們的合作話題亦由此開始。黎明以「是緣是情是童真還是意外」來形容與張敬軒的合作，他表示自己和張敬軒的父母同樣是來自南方與北方，都是南北混血兒，且認為張敬軒是一個有領導能力的人，他在聽到歌曲的第一版錄音後，按照張敬軒錄音的部份，再親自調整其本人的部份；張敬軒以「夢幻之旅」來形容與黎明的合作，他認為黎明每句說話都有玄機，猶如隔鄰一起成長的大哥，對後輩無微不至。

## 宣傳與發行
2021年7月29日，黎明透過社交平台上載一張「Lai x ??????」和26個英文字母的圖片，叫網民猜他會跟誰合作，其後於7月31日公布答案是「CHEUNG」張敬軒，並指示網民以私人訊息傳送「Cheung」或「Lai」到他的個人社交平台帳戶，便可分別獲得一段8秒長的片段，片段尾聲顯示「OLD Fashioned」或「乾杯」字眼。2021年8月2日，黎明透過社交平台發布宣傳片，片尾以濃妝女郎的臉部特寫及「七月撞正…」字眼作結尾，惟未有透露作品內容，隨後於8月4日在唱片公司A Music的YouTube官方頻道推出歌曲〈Old Fashioned〉及〈乾杯〉的音樂短片，歌曲於8月10日在各音樂平台上架，同時於香港各大傳媒及地標的黃金時段播放有關的影視廣告。

## 評論摘要
網民起初對於黎明的合作人選感到好奇 ，有人認為只要有黎明就足夠，也有人認為黎明選擇的合作對象都是黎明欣賞的人，不少網民在收到黎明以私人訊息傳送的片段後，感到非常興奮，即使知道訊息是由自動系統發出仍很開心，並表示期待二人的作品，黎明的社交平台在發帖後的兩小時內已有近五千個讚好及約一千五百個回應。〈Old fashioned〉及〈乾杯〉的音樂短片在推出後的數天已分別錄得約一百三十三萬及超過二百四十萬瀏覽人次，報導指在張敬軒的YouTube音樂數據統計中，〈Old fashioned〉推出當天是一年來單日點擊次數最高的一天，而〈Old fashioned〉在發行後的兩星期內分別登上香港及新加坡的音樂榜單前十名。

## 流行榜成績
以下是歌曲〈Old Fashioned〉在香港及其他國家地區的音樂流行榜所獲得的最佳成績：
- 新城電台勁爆本地榜：亞軍 [19]
- 加拿大中文電台AM1470加拿大至HIT中文歌曲排行榜：第5位 [20]

## 外部連結
- 黎明 Leon Lai & 張敬軒 Hins Cheung《Old Fashioned》Official MV （页面存档备份，存于） AMusic Official Channel. 2021-08-04
- 黎明 Leon Lai & 張敬軒 Hins Cheung《乾杯》Official MV （页面存档备份，存于） AMusic Official Channel. 2021-08-04